# Тарлув
Тарлув (пол. Tarłów) — село в Польщі, у гміні Тарлув Опатовського повіту Свентокшиського воєводства.
Населення — 928 осіб (2011).

## Демографія
Демографічна структура на день 31 березня 2011 року:
|          | Загалом | Допрацездатний вік | Працездатний вік | Постпрацездатний вік |
| -------- | ------- | ------------------ | ---------------- | -------------------- |
| Чоловіки | 443     | 98                 | 300              | 45                   |
| Жінки    | 485     | 91                 | 283              | 111                  |
| Разом    | 928     | 189                | 583              | 156                  |